# Вагнер, Бёрге
Бёрге Вагнер (дат. Børge Wagner; род. 11 февраля 1938) — датский трубач и дирижёр.
В 1956—1968 гг. играл на трубе в Симфоническом оркестре Датского радио. Дебютировал как дирижёр в 1961 г. в лёгком концерте с Симфоническим оркестром Оденсе, а в 1968 г. официально поступил дирижёром в этот коллектив и работал в нём до 1985 г. В общей сложности (в том числе и после отставки с официального поста) провёл с оркестром из Оденсе около 550 концертов.